# Alberona
Alberona là một đô thị thuộc tỉnh Foggia trong vùng Puglia ở Ý. Đô thị này có diện tích 49 km², dân số 1134 người.
Đô thị này giáp với các đô thị sau: Biccari, Lucera, Roseto Valfortore, San Bartolomeo in Galdo, Volturara Appula, Volturino.